# 神奈川三菱ふそう自動車販売
神奈川三菱ふそう自動車販売株式会社（かながわみつびしふそうじどうしゃはんばい）は、神奈川県横浜市鶴見区に本社を置く、神奈中グループ（小田急グループ）の自動車販売会社。主に三菱ふそうトラック・バスが製造したトラック・バスを取り扱う。
神奈川中央交通の子会社である関係から、「三菱ふそうトラック・バス ○○ふそう」と言った広域統合の対象とはならない。

## 概要
神奈川県内において、三菱ふそう車の新車・中古車（三菱自動車工業の頃に製造された車両を含む）と、産業用のエンジンの販売・修理などを行っている。

## 沿革
- 1960年9月 - 設立。

## 拠点
- 本社・横浜支店

横浜市鶴見区安善町2丁目1-7
- 本牧支店

横浜市中区かもめ町36
- 金沢支店

横浜市金沢区幸浦2丁目24-1
- 戸塚支店

横浜市戸塚区柏尾町字広町300-20
- 川崎支店

川崎市中原区宮内2丁目1-1
- 横須賀支店

横須賀市根岸町3丁目5-11
- 湘南支店

伊勢原市下糟屋東2丁目14
- 相模原支店

相模原市南区大野台1丁目8-39